# Katedrála v Turku
Katedrála v Turku, finsky Turun tuomiokirkko, je kostel ve finském městě Turku. Jde o jednu z nejvýznamnějších a nejstarších finských architektonických památek. Původně byl kostel katolický, v současnosti ho využívá protestantská Finská evangelická luteránská církev a je sídlem jejího arcibiskupa v Turku. Katedrála byla postavena v letech 1276-1300. Během 15. století byly podél severní a jižní strany lodi přistavěny postranní kaple s oltáři věnovanými různým světcům. Do konce středověku jich vzniklo 42. Silně byla poškozena při velkém požáru Turku v roce 1827. V katedrále je pohřbena švédská královna Karin Månsdotterová.